# Quiero (canción de Anahí)
«Quiero» es el tercer sencillo del quinto álbum de estudio Mi delirio y el primero en España de la cantante mexicana Anahí. La canción fue lanzada como sencillo solo en España, siendo el primero en dicho país.
Se trata de una canción perteneciente a los géneros de electropop y dance pop. Compuesta por Alejandro Landa, Fernando Montesinos y producida por Anahí y Armando Ávila. 
Como parte de su promoción, Anahí la interpretó en el programa Es verano, a jugar en Murcia, España, así como también en programas de Brasil y México, incluyéndola además en su gira Mi delirio World Tour.
La canción ocupó la posición cuarenta y tres en el Spanish Singles Chart, y entró en la programación de canales y radios españolas como 40 Latino, Cadena Dial y 40 Principales. El video musical fue dirigido por Ricardo Moreno y grabado en Los Ángeles, California.

## Antecedentes y lanzamiento
El 30 de enero de 2010 la emisora de radio española Cadena Dial estrena el sencillo por primera vez, y argumentando que no esperaban una reacción tan fuerte, y comentan «Ojo, que esto, esto huele a canción de verano». El 12 de marzo de 2010 la canción es lanzada mundialmente a la venta a través de descarga digital. El 16 de marzo de 2010 la canción es lanzada a las radios de España. 
En una entrevista para Univisión, Anahí muestra su agradecimiento por el apoyo otorgado al sencillo y comenta que «le cantaría Quiero pues a alguien que me guste mucho, esa canción es para cantársela a quien te trae 'loquita'».

## Presentaciones en vivo

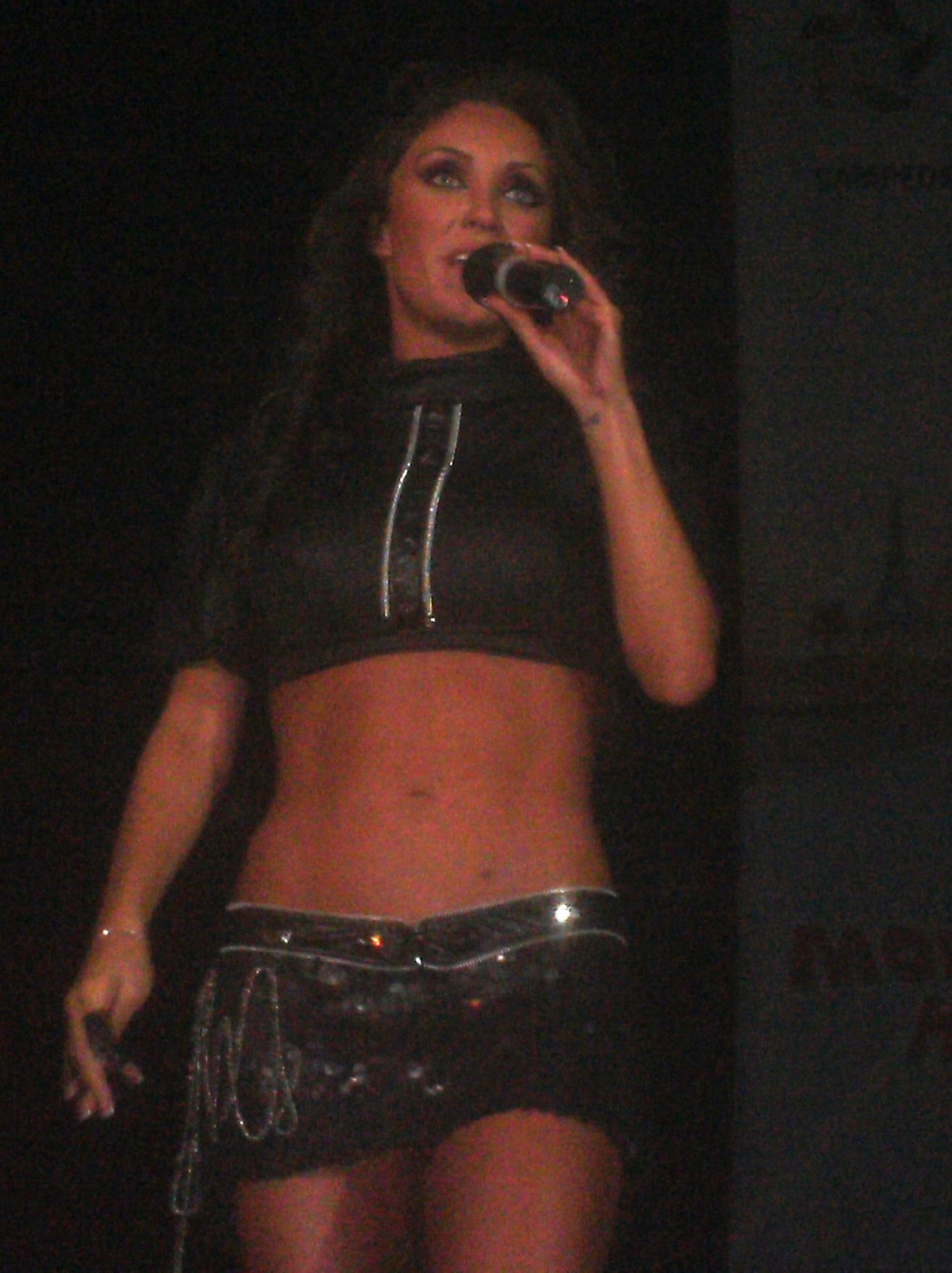
Anahi durante Mi delirio World Tour, 2010.

El 9 de junio de 2010, incluye el tema en el setlist del show acústico que interpretó para Ritmoson latino. El 25 de junio de 2010, Anahí visita el programa Es verano, a jugar en Murcia, España, interpretando el tema por primera vez en dicho país. La canción es incluida en el setlist de su gira "Mi Delirio World Tour Reloaded", siendo interpretada por primera vez el 7 de julio de 2010 en el House of Blues de San Diego, Estados Unidos.
El 3 de octubre de 2010, Anahí se presenta en el programa brasileño Do Gugu, incluyendo «Quiero» en el setlist. El 4 de octubre de 2010, Anahí visita el programa brasileño de Hebe Camargo llamado Hebe, incluyendo «Quiero» en el setlist de su presentación. El 10 de octubre de 2010, incluye el tema en el setlist de su presentación en el programa Domingo Legal, dejando a SBT en la frente con picos 8.8 puntos de audiencia, superando a Globo, que midió 7.6 de audiencia.
El 11 de diciembre de 2010, Anahí se presenta por primera vez en España e interpreta el tema, siendo este el primer sencillo en dicho país, los fanes sorprenden a la cantante con una sorpresa especial, levantando carteles que traían la firma que se deja ver en el video de la canción. El 2 de marzo de 2011, Anahí incluye el tema en el setlist que interpretó en el programa de Ninel Conde, Estudio 2.

## Recepción
En España, la canción debutó en la posición número cuarenta y tres. «Quiero» fue considerada como la canción del verano del 2010 en España. El 14 de enero de 2011, «Quiero» gana el décimo lugar como la canción del 2010, en Israel. Rafa Cano, de la emisora de radio española Cadena Dial argumentó que no esperaba una reacción tan fuerte, y comenta «Ojo, que esto, esto huele a canción de verano», nombrándola "El huracán Mexicano". En junio de 2010, el video ingresa en la programación de 40 Latino y 40 Principales. Ritmoson Latino la describió como un tema «rítmico, dinámico y con un estribillo que engancha a la primera». La revista española Bravo reseñó «La canción tiene pinta de convertirse en una fija en todas las pistas de baile este verano por su frescura, y es que está hecha una ¡artistaza!».

## Lista de canciones
- Descarga digital

| Quiero — Single |          |          |  |
| N.º             | Título   | Duración |  |
| 1.              | «Quiero» | 3:47     |  |

- Sencillo en CD

| — Sencillo en CD - Edición estándar |          |          |  |
| N.º                                 | Título   | Duración |  |
| 1.                                  | «Quiero» | 3:47     |  |

| — Sencillo en CD - Deluxe edition |          |          |  |
| N.º                               | Título   | Duración |  |
| 1.                                | «Quiero» | 3:47     |  |

## Vídeo musical

### Desarrollo y lanzamiento
El video musical se filmó en Los Ángeles, California, con el director de videos musicales Ricardo Moreno, codirigido por ella misma y Guillermo Rosas, con la coreografía de un coreógrafo americano, Robert Rich y animación realizados en España y Filipinas. Anahí utilizó un vestido color violeta de la colección de verano del diseñador Gustavo Matta, presentado en Fashion Week México en 2009.
El 20 de febrero de 2010, Anahí confirma en una entrevista telefónica con la radio española Cadena Dial, el video del sencillo. En un principio el actor Alfonso Herrera iba a ser parte del videoclip, el 3 de abril de 2010, el actor comunica que no iba a ser posible por problemas de agenda, argumentando: «gracias por invitarme, por fechas se complica pero tu sabes lo mucho que te quiero!!!!!!!», Anahí contestó vía Twitter «yo también te quiero muchisisimo!!! Y ojala y se pueda para la otra!!». El 23 de mayo de 2010, la cantante sube a su canal oficial en Youtube un adelanto de 14 segundos que muestra algunas escenas del video. El video musical fue estrenado el 26 de mayo de 2010 en Los 40 Principales, estrenado en el canal de Anahí, AnahiChannelOne en Youtube, y finalmente el 16 de junio es subido al canal de EMI en YouTube. El 5 de junio de 2010, se sube a AnahiChannelOne un detrás de cámaras que muestra escenas exclusivas de la grabación. El 25 de junio de 2010 Anahí comentó en una entrevista con el programa Bravo neox España que el para el videoclip de la canción tenía muy claro que quería algo muy sencillo, agregando «acabamos a las 5 de la mañana de filmar las escenas donde se ve que estoy en la calle, y no teníamos permiso para filmar entonces teníamos que ir una cámara escondiéndonos de la policía, y yo con un vestidaso que los policías me veían y decían 'esta loca'». El 13 de julio de 2010 el video es lanzado en descarga digital.

### Sinopsis
El video comienza con Anahí caminando en la carretera. En la escena siguiente, ella y su interés amoroso están sentados abrazados en una habitación vacía. Se intercalan imágenes de ella en la carretera usando un vestido color violeta, un peinado alto y zapatos blancos. En la escena siguiente se ve a Anahí en una habitación decorada con cortinas blancas, mientras baila vestida de blanco. Anahí comienza a cantar la canción en la misma habitación donde se da la escena con su amor, comienzan a realizar una coreografía, donde con algunos gestos muestran indecisión acerca de sus acciones. Mientras se intercalan imágenes de ella cantando en la habitación vacía y en la carretera, también se ven imágenes de la ciudad. Ella más tarde se muestra caminando en varios lugares, cantando en la habitación decorada con cortinas blancas, mientras sigue bailando, luego se puede ver que el bailarín la deja en el suelo y se retira, dejándola sola recostada, Anahí comienza a escribir en la pantalla su firma, el bailarín la levanta del suelo, se presenta la conciliación como una parte de ella y su interés amoroso en el que finalmente se dan un abrazo, él vuelve a dejarla, soltando su mano, ella permanece de pie mirando hacia delante, el video finaliza cuando ella abandona el cuarto decorada con cortinas blancas.

### Crítica
La revista Quien reseñó «Con imágenes sepia, algunas pizcas de danza contemporánea y un vestuario glam, Anahí reapareció en la página de videos de YouTube con el videoclip de "Quiero"». La revista española Bravo reseñó sobre el video «La cantante se muestra de lo más romántica bailando con su chico, pero también solitaria cuando pasea por las calles vacías».

### Posiciones del video
| Lista (2010)                        | Posición |
| ----------------------------------- | -------- |
| MTV Brasil                          | 1        |
| 40 Principales España               | 1        |
| Youtube Music Most Viewed Today     | 4        |
| Youtube Music Most Viewed This Week | 8        |
| Listas de fin de año                |          |
| Los 100 Primeros del 2010           | 66       |

## Créditos y personal
Créditos por Quiero:

### Personal
- Composición – Alejandro Landa, Fernando Montesinos
- Producción – Armando Ávila, Anahí
- Mixing – Armando Ávila
- Voz en Off – Rotger Rosas Alonzo
- Violonchelo – María Valle Castañeda, Sergio Rodríguez
- Batería – Enrique "Bugs" Gonzáles
- Viola – Ricardo David, Ulises Manuel Gómez Pinzón, Orozco Buendía
- Violín – López Pérez, Arturo Fonseca Miquel, Alan Lerma, Jesús De Rafael, José Del Águila Cortés
- Chelo – Sergio Rodríguez, Alejandra Galarza García, María Valle Castañeda

## Posicionamiento
| País   | Lista                 | Mejor posición |
| ------ | --------------------- | -------------- |
| España | Spanish Singles Chart | 43             |
| Brasil | Top 100 Brasil        | 1              |
| Perú   | Perú Top 20           | 1              |
| Perú   | Perú Top 100          | 16             |
|        | Listas de fin de año  |                |
| Brasil | Top 200 2010          | 6              |

## Historial de lanzamientos
| País        | Formato          | Fecha               | Ref.   |
| ----------- | ---------------- | ------------------- | ------ |
| España      | Radio Airplay    | 16 de marzo de 2010 |        |
| Alemania    | Descarga digital | 16 de marzo de 2010 | [ 38 ] |
| Reino Unido | Descarga digital | 16 de marzo de 2010 | [ 39 ] |
| Francia     | Descarga digital | 16 de marzo de 2010 | [ 40 ] |
| España      | Descarga digital | 12 de marzo de 2010 | [ 41 ] |
| Argentina   | Descarga digital | 12 de marzo de 2010 | [ 42 ] |
| Chile       | Descarga digital | 12 de marzo de 2010 | [ 43 ] |
| Brasil      | Descarga digital | 12 de marzo de 2010 | [ 44 ] |
| Venezuela   | Descarga digital | 12 de marzo de 2010 | [ 45 ] |
| México      | Descarga digital | 12 de marzo de 2010 | [ 46 ] |